# Xavier Tartakover
Xavier Tartacover (ou Xavier Tartakover),, né Savielly Grigorevitch Tartakover le 21 février 1887 à Rostov-sur-le-Don, en Russie, et mort le 5 février 1956 dans le 10e arrondissement de Paris, est un joueur d'échecs austro-hongrois puis polonais, naturalisé français.
Durant la Seconde Guerre mondiale, il participe à la Résistance sous le nom de « Lieutenant Cartier ».

## Biographie

### Famille, jeunesse et débuts
Savielly Grigorevitch Tartakover naît d'un père autrichien et d'une mère polonaise, tous deux d'origine juive. Son père, un chrétien de première génération, le fait baptiser avec la forme latine de son nom, Sabelius. Ses parents, qui seront plus tard assassinés en 1911 lors d'un pogrom antisémite à Rostov-sur-le-Don, l'emmènent hors de Russie lorsqu'il est âgé de 12 ans, soit en 1899,.
Tartakower reste principalement en Autriche et parle l'allemand, le yiddish et le français.

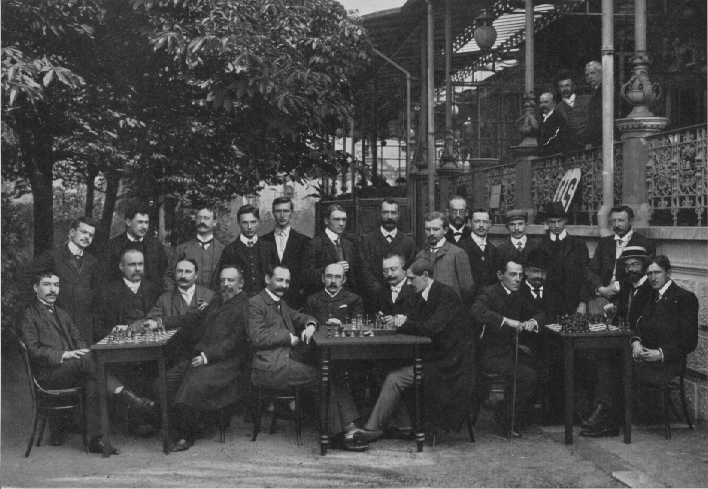
Les participants du tournoi d'échecs de Karlsbad 1907. Tartakover est le deuxième à droite, debout avec un chapeau noir.

Il passe son baccalauréat en 1904 au collège de Genève, puis continue ses études à Vienne où, cinq ans plus tard, il obtient son diplôme de docteur en droit à l'université de Vienne.
C'est durant ses études qu'il se passionne pour les échecs. Il joue dans les cafés et rencontre aussi les grands joueurs de son époque, contre lesquels il dispute des parties brillantes. Déjà à l'âge de 19 ans, il obtient son titre de maître d'échecs en terminant premier du tournoi de Nuremberg 1906.
Pendant la Première Guerre mondiale, il combat dans les rangs de l'armée austro-hongroise. Après la guerre, il s'installe en France à Paris et, dès que la Pologne recouvre son indépendance en 1918, il prend la nationalité polonaise (alors qu'il ne parle pas cette langue). Il devient ainsi une sorte d'ambassadeur honoraire de ce pays, capitaine et entraîneur de l'équipe d'échecs polonaise dans six tournois internationaux.
C'est seulement après la Première Guerre mondiale qu'il décroche ses plus grands succès, notamment lors du tournoi de Liège en 1930 ou aux Olympiades de Hambourg la même année où il décroche une médaille d'or pour la Pologne,.

### Carrière échiquéenne
Lorsqu'il arrive en France, Tartakover décide de devenir un joueur d'échecs professionnel. Avec d'autres grands maîtres, tels Aaron Nimzowitsch et Richard Réti, il fait partie de l'école hypermoderne et ne dédaigne pas de pratiquer les débuts dits « irréguliers » comme la défense hollandaise.

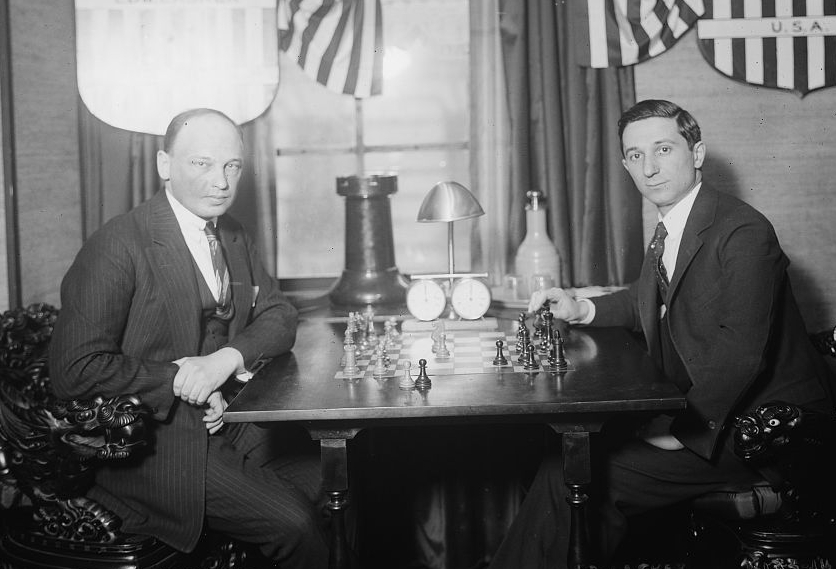
Xavier Tartacover et Edward Lasker (New York, 1924).

Sa meilleure période couvre les années 1920-1935. Tartakover participe à de grands tournois, remportant le tournoi de Hastings à trois reprises (1924, 1926 et 1927). Il partage la première place avec Nimzowitsch au tournoi de Londres en 1927. Dans les années 1930, il participe six fois aux Olympiades avec la Pologne, et donne cinq médailles à son équipe ; il gagne deux fois le championnat de Pologne, en 1935 à Varsovie, et en 1937 à Jurata.
Comme plusieurs grands joueurs de son époque, Tartakover connaît la réussite à l'âge « mûr ». Parlant de ses progrès plutôt lents, il explique : « Il est vrai que déjà, avant 1930, dans maintes grandes compétitions internationales (comme à Teplitz-Schönau 1922, Vienne 1922, Semmering 1926), je menais la course pendant longtemps et semblais déjà effleurer la victoire définitive, mais, au lieu de se raidir et de devenir plus insistante, ma tension faiblissait vers la finale, où les gaffes d'un instant gâchaient l'œuvre de plusieurs semaines ! »
Au début de la Seconde Guerre mondiale, Tartacover, à 52 ans, sert dans la Légion étrangère en tant que lieutenant, en 1940. Après la défaite de la France, il se retrouve en Afrique du nord puis, via Casablanca, il se rend en Grande-Bretagne pour devenir traducteur dans les rangs de la France libre de Charles de Gaulle. Il participe ainsi à la Résistance, sous le pseudonyme de « Lieutenant Cartier »,,.
La Pologne devenant communiste, il opte pour la nationalité française (changeant son nom en Tartacover) et représente la France aux Olympiades de 1950. Il remporte le tournoi de Hastings une quatrième fois (1945-1946) et également le championnat de France en 1953 à Paris.

### L'enseignement des échecs

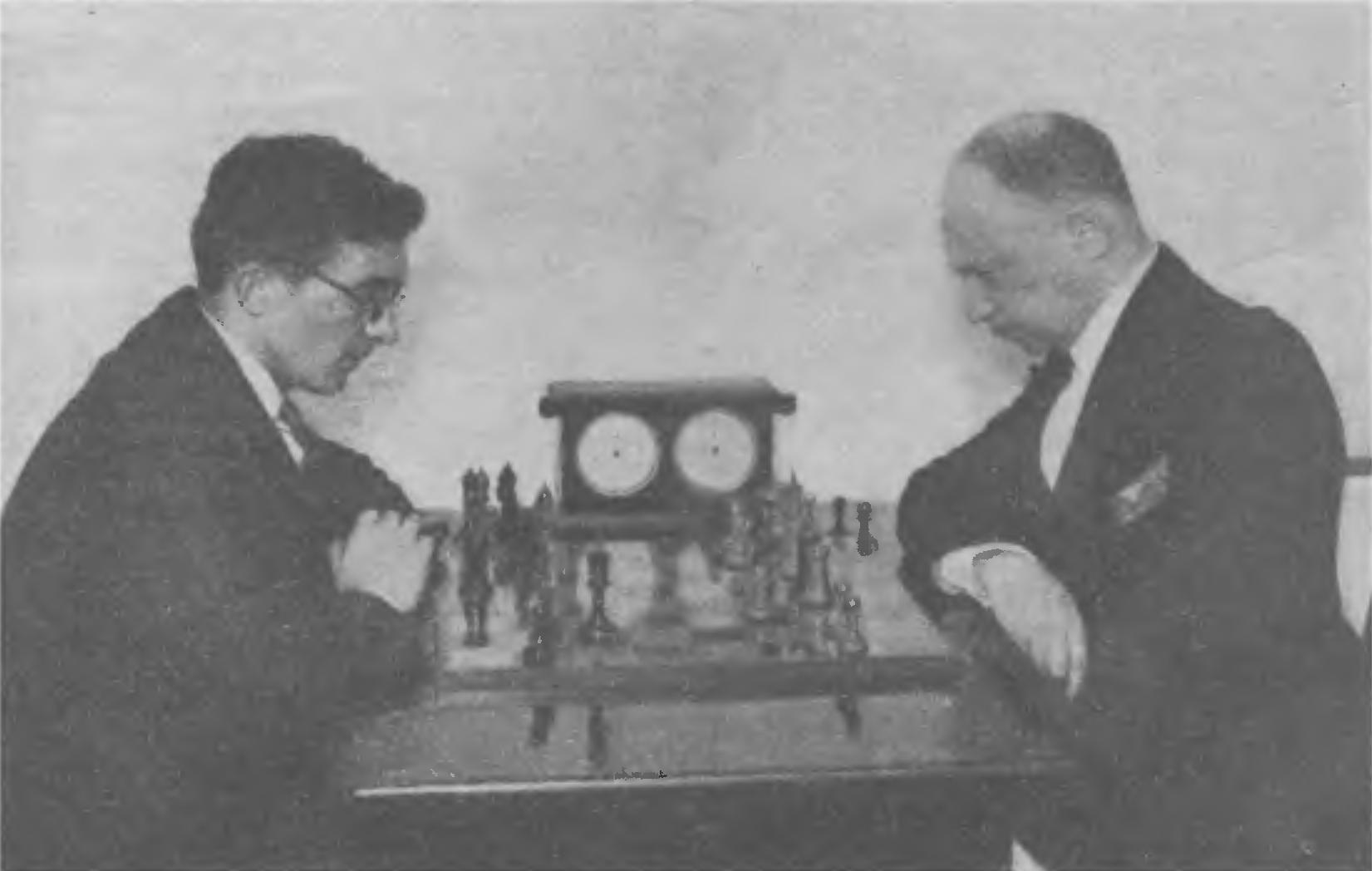
Carlos Torre et Tartakover lors du tournoi d'échecs de Moscou, le 15 novembre 1925.

Tartacover écrit d'abord des articles dans des magazines d'échecs puis, publie avec un certain succès plusieurs livres sur les échecs, le principal ayant pour titre La Partie d'échecs hypermoderne (titre original allemand Die hypermoderne Schachpartie, 1925).
C'est pourtant par son livre d'initiation aux échecs, paru en 1934 sous le titre du Bréviaire des échecs, que Tartacover passera à la postérité parmi les adeptes français du noble jeu. Cet ouvrage, maintes fois réédité et qui a formé des générations de débutants, illustre son grand talent pédagogique, ainsi que sa vaste culture historique et littéraire.
Outre son Bréviaire, Tartacover écrit une trentaine d'ouvrages sur les échecs et collabore à de nombreuses revues échiquéennes, gagnant ainsi le titre officieux de « Champion des journalistes d'échecs ».

### Fin de vie
Devenu Français, Xavier Tartacover représente la France aux Olympiades d'échecs de 1950. La FIDE lui décerne le titre de grand maître international la même année. En 1953, il remporte à Paris le championnat de France d'échecs.
Quelques joueurs d'échecs parisiens gardent le souvenir de la fin de vie amère de Tartacover. Ruiné, et trop fier pour emprunter à ses amis, il passe ses journées dans un club d'échecs parisien, guettant l'éventuel « client » d'où il pourra gagner quelques francs pour s'acheter à manger - son goût maladif des jeux d'argent (casino) l'ayant laissé complètement démuni.
Il meurt en 1956 à Paris, seul. Il est inhumé au cimetière parisien de Pantin dans la 136e division. Sa tombe, en bordure, existe toujours mais est totalement anonyme.

## Personnalité
Xavier Tartacover est considéré comme l'une des personnalités les plus remarquables des échecs de son temps. Harry Golombek, traducteur en langue anglaise de ses écrits, affirme dans un avant-propos : 

« Le Dr Tartakower est de loin le plus cultivé et le plus spirituel de tous les maîtres d'échecs que j'aie jamais rencontrés... Son discours et sa pensée ressemblent un peu à un mélange moderne de Baruch Spinoza et de Voltaire, et avec tout cela, une pincée d'originalité paradoxale qui fait l'indispensable Tartakower. »

Joueur d'échecs talentueux, Tartacover est également connu pour ses innombrables aphorismes humoristiques, parfois appelés « Tartakoverismes ».
Malgré son esprit tranchant, il est superstitieux — comme d'autres joueurs d'échecs — et a l'habitude d'emporter avec lui de tournoi en tournoi un vieux chapeau des plus disgracieux. Il ne le porte qu'au dernier tour et gagne.
Cependant, ce chapeau ne lui garantit pas le succès dans les casinos qu'il fréquente assidûment. Le jeu (et plus précisément son addiction au jeu) cause la ruine de Tartacover : à l'instar de ceux de David Janowski, les prix de ses tournois finissent dans les caisses d'un casino, à la fin de soirées passées devant la roulette.
Par ailleurs, malgré l'apparente jovialité conférée par son humour, il possédait un caractère irascible qui lui valut quelques inimitiés, et surtout la solitude.
Tartacover était tellement féru de mondanités que ses collègues le surnommaient malicieusement « Tartacaviar ».

## Style de jeu
Le style du jeu de Tartacover reflète parfaitement son esprit virevoltant, imaginatif mais fragile. Sa spécialité consistait à remettre au goût du jour des coups jusque là considérés comme douteux. Son grand principe, qu'il partageait alors avec les autres hypermodernes (surtout Richard Réti), était de ne pas en avoir.
Les coups excentriques de Tartacover, s'ils déconcertent plusieurs grands maîtres de premier plan, arrivent souvent à déconcerter surtout leur auteur. Néanmoins, à son tableau de chasse, figurent tous les plus grands joueurs de son époque. Pour certains, comme Frank Marshall et plus tard Paul Keres, Tartacover représente même une véritable « bête noire ».

## Contributions à la théorie des ouvertures
Personnage haut en couleur, Tartacover aimait l'originalité, qu'il manifesta grâce à son style fantasque durant sa carrière. Il introduisit deux ouvertures d'échecs originales et bien des variantes.
La première ouverture, 1. b4, que Tartacover baptisa « début ou ouverture de l'orang-outang » (connue aussi sous le nom de début ou ouverture Sokolski) fut introduite en 1924 lors du tournoi de New York. Tartacover affirma qu'il eut l'idée de cette ouverture durant sa visite du zoo du Bronx, lorsqu'il vit un orang-outan grimper à un arbre!
La deuxième ouverture fut introduite lors du tournoi de Barcelone 1929 : lors du banquet d'ouverture de ce tournoi fermé, il annonça avec légèreté aux organisateurs qu'il introduirait un nouveau système d'ouverture. Ce fut le début catalan qui allie à la poussée du pion d4 le fianchetto du fou en g2.
Parmi ses variantes, la « variante Tartakover du gambit dame » est une ligne de jeu fréquemment employée par les joueurs de l'élite mondiale. Hormis l'américain Bobby Fischer, tous les champions du monde de l'ère moderne, comme les russes Boris Spassky ou Anatoli Karpov l'ont intégrée à leur répertoire d'ouverture : 1. d4 d5 2. c4 e6 3. Cc3 Cf6 4. Fg5 Fe7 5. e3 0-0 6. Cf3 h6 7. Fh4 b6.
Liste des ouvertures portant le nom de Tartacover :
- A41 : défense vieille-indienne, variante Tartacover (Wade) : 1. d4 d6 2. Cf3 Fg4
- A82 : défense hollandaise, gambit Staunton, variante Tartacover : 1. d4 f5 2. e4 fxe4 3. Cc3 Cf6 4. g4
- B03 : défense Alekhine, attaque des quatre pions, variante Tartacover : 1. e4 Cf6 2. e5 Cd5 3. d4 d6 4. c4 Cb6 5. f4 dxe5 6. fxe5 Cc6 7. Fe3 Ff5 8. Cc3 e6 9. Cf3 Dd7 10. Fe2 O-O-O 11. O-O Fe7
- B12 : défense Caro-Kann, variante Tartacover : 1. e4 c6 2. d4 d5 3. f3
- B15 : défense Caro-Kann, variante Tartacover (Nimzovich) : 1. e4 c6 2. d4 d5 3. Cc3 dxe4 4. Cxe4 Cf6 5. Cxf6+ exf6
- B74 : défense sicilienne, variante du dragon classique, système Réti-Tartacover : 1. e4 c5 2. Cf3 d6 3. d4 cxd4 4. Cxd4 Cf6 5. Cc3 g6 6. Fe3 Fg7 7. Fe2 Cc6 8. O-O O-O 9. Cb3 Fe6 10. f4 Dc8
- C12 : défense française MacCutcheon, variante Tartacover : 1. e4 e6 2. d4 d5 3. Cc3 Cf6 4. Fg5 Fb4 5. e5 h6 6. Fd2 Cfd7
- C13 : défense française classique, variante Tartacover : 1. e4 e6 2. d4 d5 3. Cc3 Cf6 4. Fg5 Fe7 5. e5 Ce4
- C31 : gambit du roi refusé Falkbeer, variante Tartacover : 1. e4 e5 2. f4 d5 3. Cf3
- C33 : gambit du roi accepté, gambit du Fou (Lesser, Petroff-Jaenisch-Tartacover) : 1. e4 e5 2. f4 exf4 3. Fe2
- C45 : partie écossaise, variante Tartacover : 1. e4 e5 2. Cf3 Cc6 3. d4 exd4 4. Cxd4 Cf6 5. Cxc6 bxc6 6. Cd2
- C50 : défense hongroise, variante Tartacover : 1. e4 e5 2. Cf3 Cc6 3. Fc4 Fe7 4. d4 exd4 5. c3 Cf6 6. e5 Ce4
- C52 : gambit Evans, attaque Tartacover : 1. e4 e5 2. Cf3 Cc6 3. Fc4 Fc5 4. b4 Fxb4 5. c3 Fa5 6. d4 d6 7. Db3
- C63 : partie espagnole, défense Schliemann, variation Tartacover : 1. e4 e5 2. Cf3 Cc6 3. Fb5 f5 4. Cc3 fxe4 5. Cxe4 Cf6
- C80 : partie espagnole ouverte, variante Tartacover : 1. e4 e5 2. Cf3 Cc6 3. Fb5 a6 4. Fa4 Cf6 5. O-O Cxe4 6. De2
- D03 : attaque Torre, variante Tartacover : 1. d4 d5 2. Cf3 Cf6 3. Fg5
- D58 : gambit dame refusé, système Tartacover (Makagonov-Bondarevski) : 1. d4 d5 2. c4 e6 3. Cc3 Cf6 4. Fg5 Fe7 5. e3 O-O 6. Cf3 h6 7. Fh4 b6
- D59 : gambit dame refusé, système Tartacover (Makagonov-Bondarevski) : 7. Fh4 b6 8. cxd5 Cxd5 (variante d'échange)
- D59 : gambit dame refusé, variante Tartacover : 8. cxd5 Cxd5 9. Fxe7 Dxe7 10. Cxd5 exd5 11. Tc1 Fe6 (système Makagonov-Bondarevski)[20]

## Quelques parties remarquables

### Tartacover - Schlechter, 1909
Cette partie remarquable est surnommée la « partie des quatre sacrifices ».
Xavier Tartacover - Carl Schlechter

Tournoi de Saint-Pétersbourg, mars 1909, ronde 17

Gambit du roi refusé, variante classique (code ECO : C30) :

1. e4 e5 2. f4 Fc5 3. Cf3 d6 4. fxe5 dxe5 5. c3 Cf6 6. Cxe5 0-0 7. d4 Fd6 8. Cf3 Cxe4 9. Fd3 Te8 10. 0-0 h6 11. Cbd2 Cf6 12. Cc4 c5 13. C3e5 cxd4 14. Cxf7 Rxf7 15. Dh5+ Rg8 16. Txf6 Te1+ 17. Tf1 Txf1+ 18. Fxf1 Ff8 19. Fxh6 Df6 20. Fg5 Df5 21. Cd6 Fxd6 22. Fc4+ Fe6 23. Tf1 Dxf1+ 24. Fxf1 Cd7 25. Fd3 Cf8 26. cxd4 Ff7 27. Df3 Ce6 28. Fe3 Tb8 29. g4 g5 30. Df6 Ff8 31. Fh7+ Rxh7 32. Dxf7+ Cg7 33. Fxg5 1-0

### Maróczy - Tartacover, 1922
En réponse à une enquête de la revue Les Cahiers de l'Échiquier français, Tartacover désigna en 1928 comme étant sa meilleure partie celle qu'il joua en 1922 contre Geza Maroczy, lors de la partie Maróczy - Tartakover.

### Bernstein - Tartacover, 1937
Dans une partie, Bernstein tomba dans un piège :
Ossip Bernstein - Xavier Tartacover :

Paris, 1937, défense Philidor :

1. e4 e5 2. Cf3 d6 3. d4 Cf6 4. dxe5 Cxe4 5. Fc4 Fe6 (ici, Tartacover s'écarte de la théorie. On recommande 5. ..c6, mais Tartacover préfère tendre un piège) 6. Fxe6 fxe6 7. De2 d5 8. Db5+ Cc6 9. Cd4 Dd7 10. Dxb7 Fb4+!! 11. c3 Cxd4!! 12. Dxa8+ Re7 13. Dxh8 Db5! 14. Dxg7+ Re8 15. Dg4 Dd3 16. Fd2 Cc2+ 17. Rd1 Cxf2+ avec gain de la dame. Bernstein abandonne. 0-1

## Citations
Xavier Tartacover est connu pour ses aphorismes et ses jeux de mots savoureux, comme :
- « On n'a jamais gagné une partie en abandonnant ! »
- « Celui qui prend des risques peut perdre, celui qui n'en prend pas perd toujours. »
- « Je n'ai jamais vaincu un adversaire en bonne santé. » (cette citation fait référence aux joueurs qui accusent une maladie, parfois imaginaire, pour expliquer leur défaite)
- « Les grosses bourdes sont là, sur l'échiquier, attendant d'être commises. »
- « Qu'il faut, pour être le veinard, des gaffes aux échecs, faire l'avant dernière. »
- « La tactique consiste à savoir ce qu'il faut faire quand il y a quelque chose à faire. La stratégie consiste à savoir ce qu'il faut faire quand il n'y a rien à faire. »
- « Il est encore meilleur de sacrifier les pièces de son adversaire. »
- « Tout est finement imaginé ; mais les dieux, avant la fin de la partie, ont placé le milieu de jeu. »
- « Ne jouez donc aux échecs que pour vous distraire ; c'est le plus beau des jeux, mais c'est un jeu. Ses lauriers sont trompeurs, son ambition est maladive. »

## Galerie

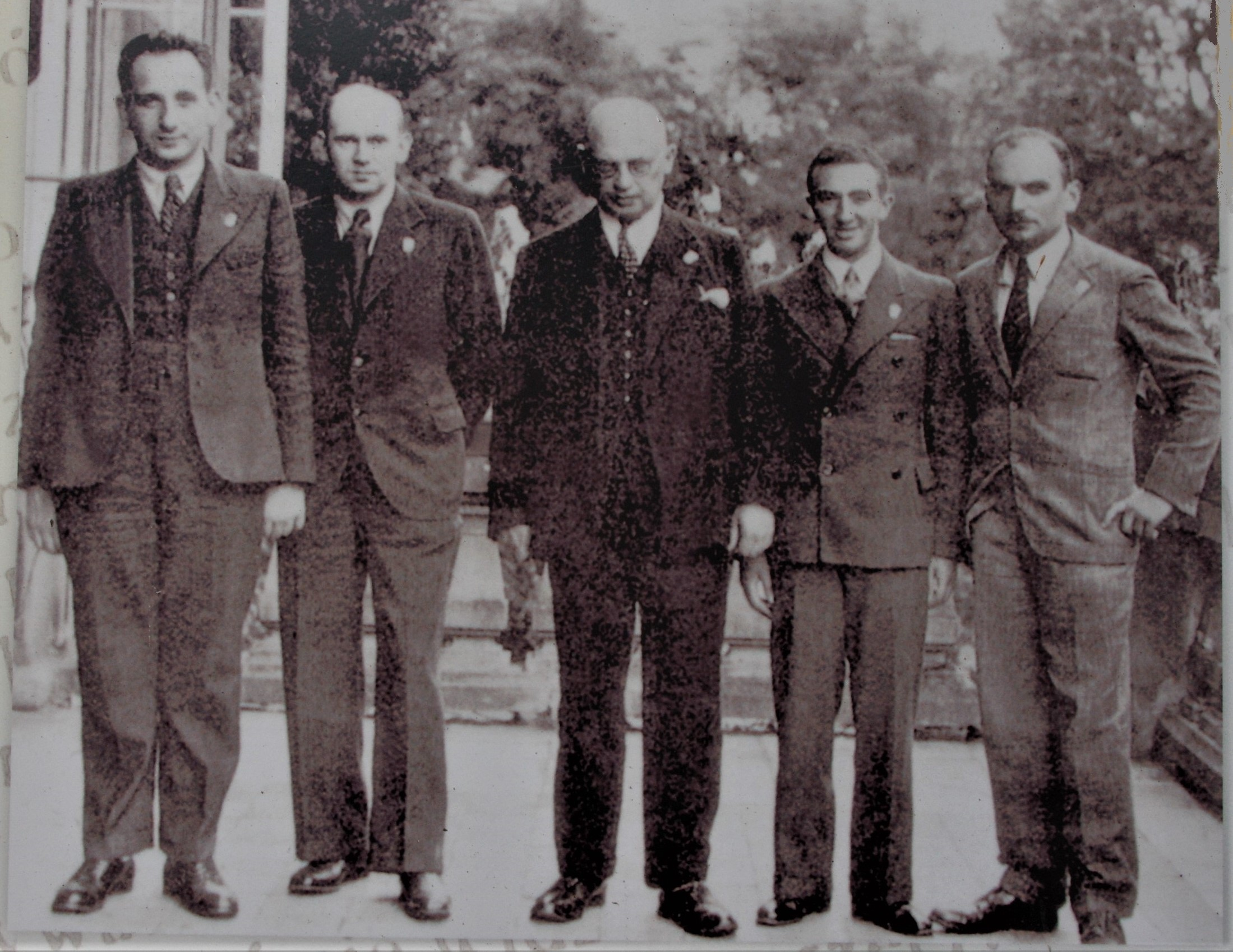
Lors de l'Olympiade d'échecs 1935, l'équipe nationale polonaise remporte la troisième place : Paulin Frydman, Henryk Friedman, Saawielly Tartakower, Miguel Najdorf, Kazimierz Makarczyk[23].
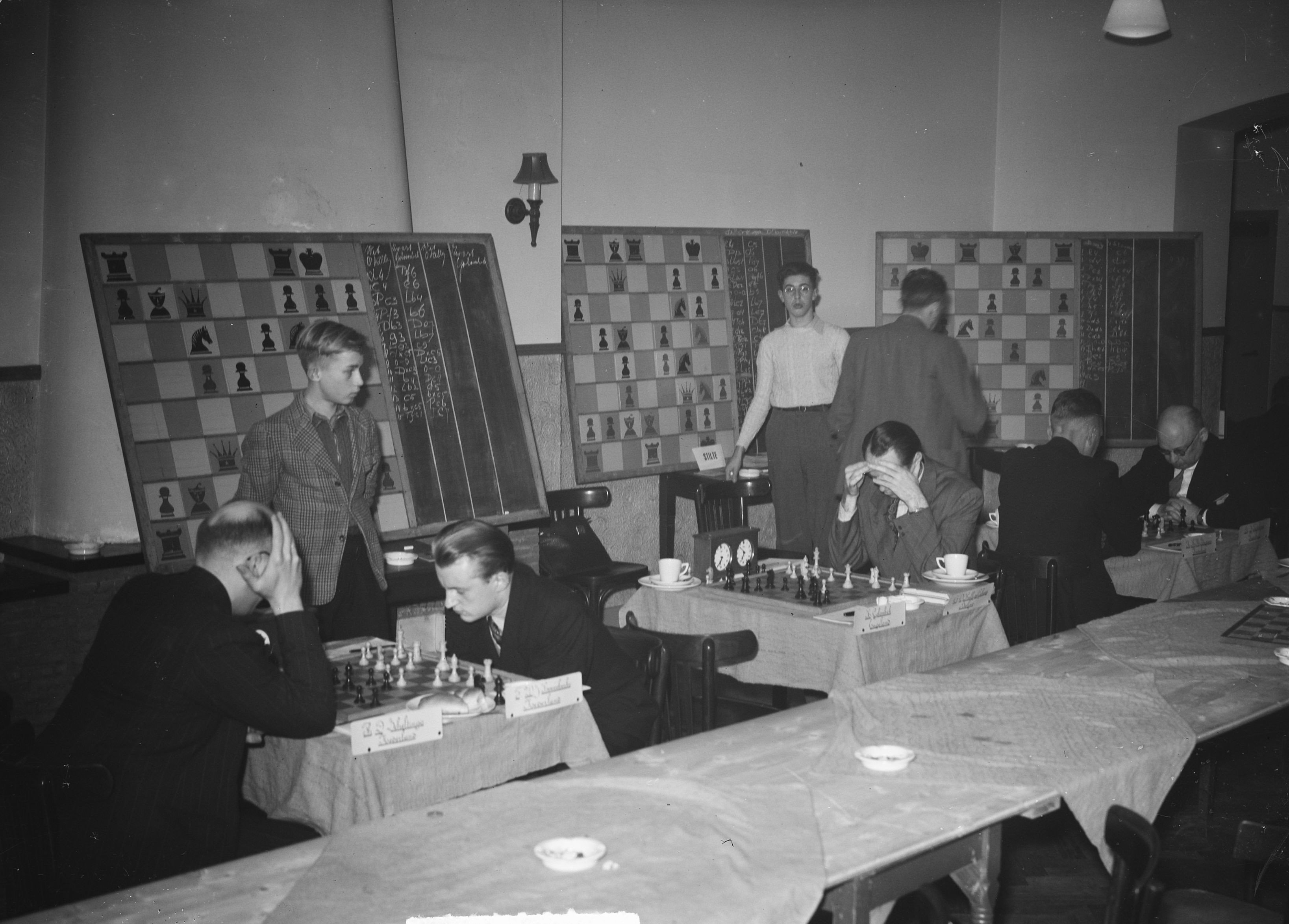
Lors du tournoi d'échecs d'Hoogovens 1949 : Van Scheltinga, Henneberke, O'Kelly, Bergsma et Tartakower, 9 janvier 1949.
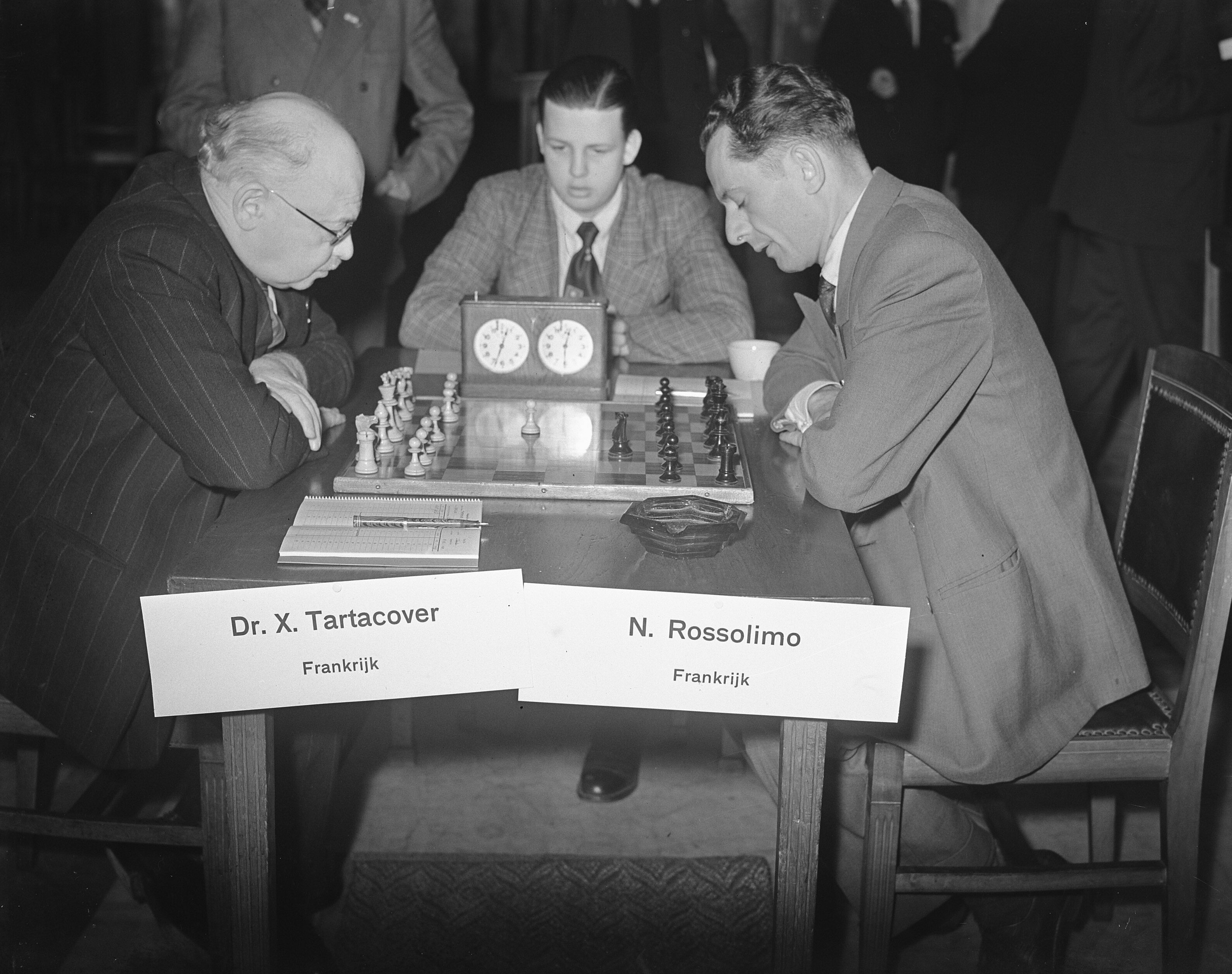
Tartacover (à g.) contre Nicolas Rossolimo lors du tournoi mondial d'échecs d'Amsterdam, 11 novembre 1950.

## Publications en français
- Xavier Tartakover, Bréviaire des échecs, Paris, éditions Stock, 1937.
- Rééditions : Xavier Tartakover[note 3], Bréviaire des échecs[note 4]
  - (nouvelle édition revue et augmentée), éditions Stock, Paris, 1967, 295 p., (BNF 33188870).
  - éditions Stock, Paris, 1978, 294 p.,  (ISBN 2-234-00187-0), (BNF 34603922). Fac-similé de l'édition de 1967.
  - éditions Garnier, coll. « Librairie Saint-Germain », Paris, 1984, 419 p.,  (ISBN 2-7370-0000-9), (BNF 34847713).
  - Librairie générale française, coll. « Le Livre de poche » no 7933 série « Pratique », Paris, 1988, 378 p.,  (ISBN 2-253-04620-5), (BNF 34944923).
- Xavier Tartacover, Tartacover vous parle : ses meilleures parties d'échecs, Librairie Stock, Paris, 1953.
  - Réédition : Xavier Tartacover, Tartacover vous parle : choix de ses meilleures parties d'échecs annotées par lui-même : 1905-1930, éditions Payot, coll. « Petite Bibliothèque Payot » no 115, Paris, 1992,  (ISBN 2-228-88566-5), (BNF 35534905).